# Johann Ludwig Hinrichs

Johann Ludwig Hinrichs

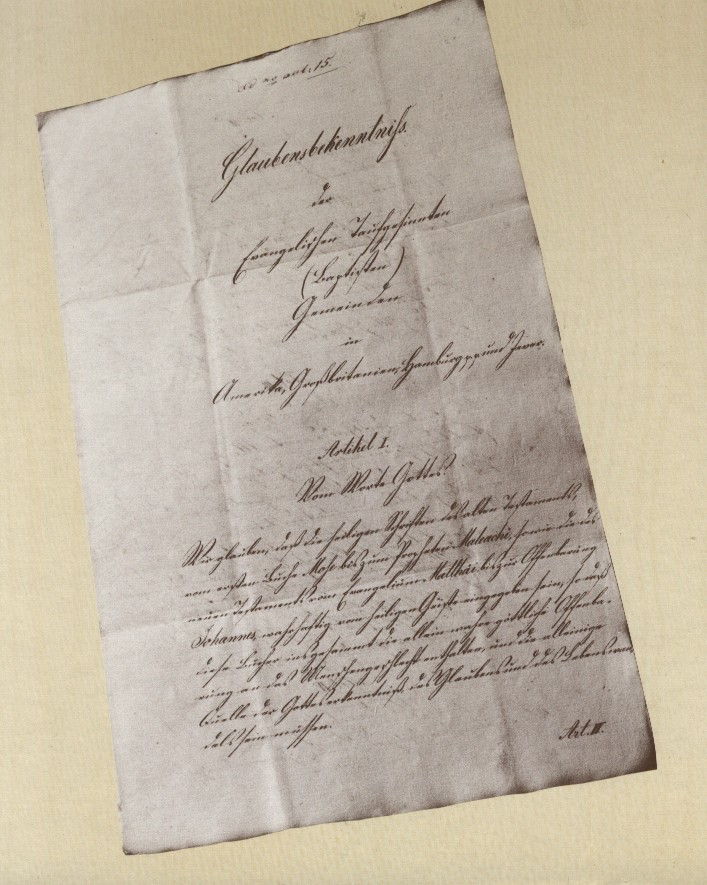
Titelseite des Glaubensbekenntnisses

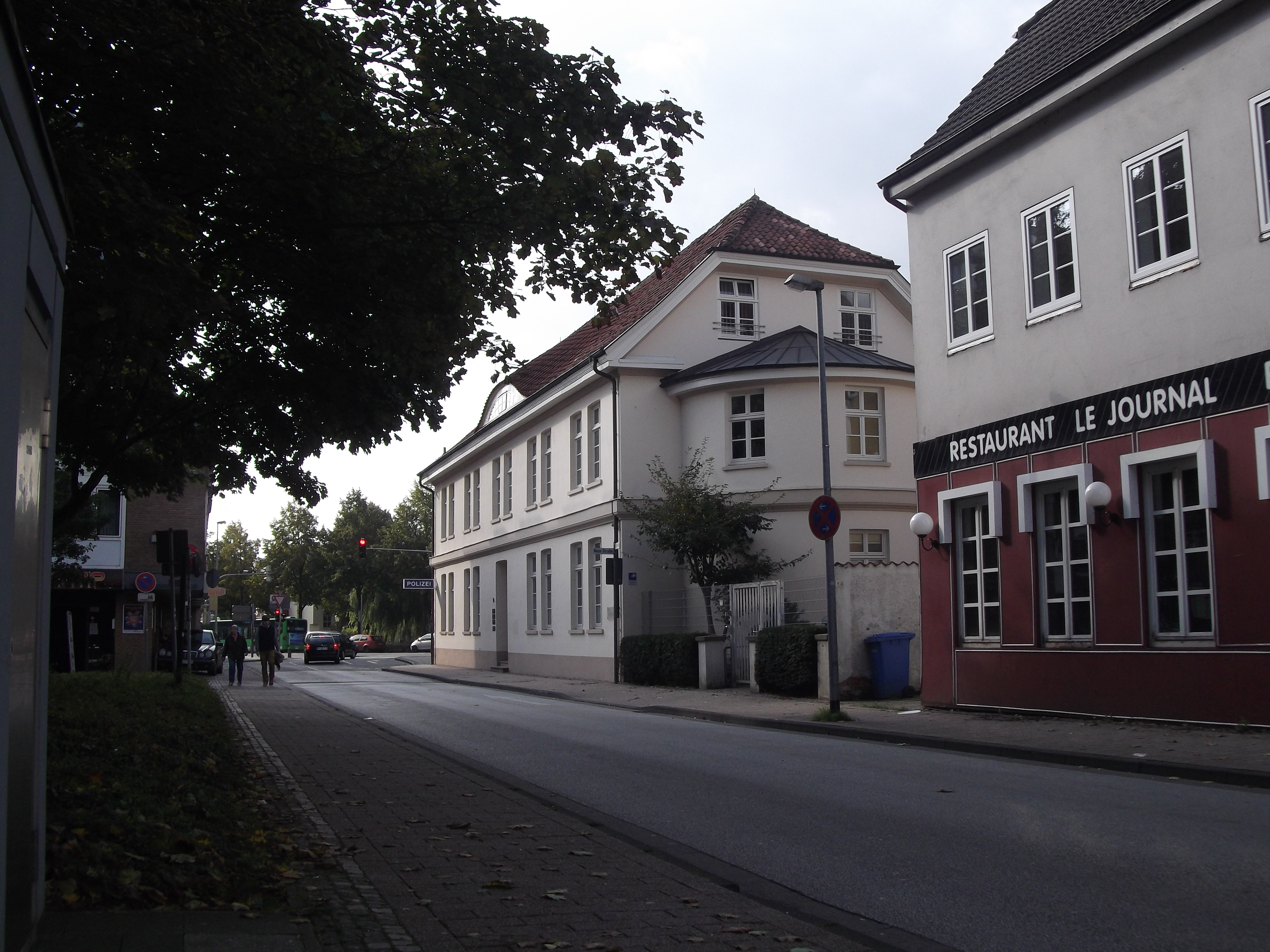
Von 1807 bis 1847: Gebäude des ehemaligen Evangelischen Lehrerseminars an der Oldenburger Wallstraße

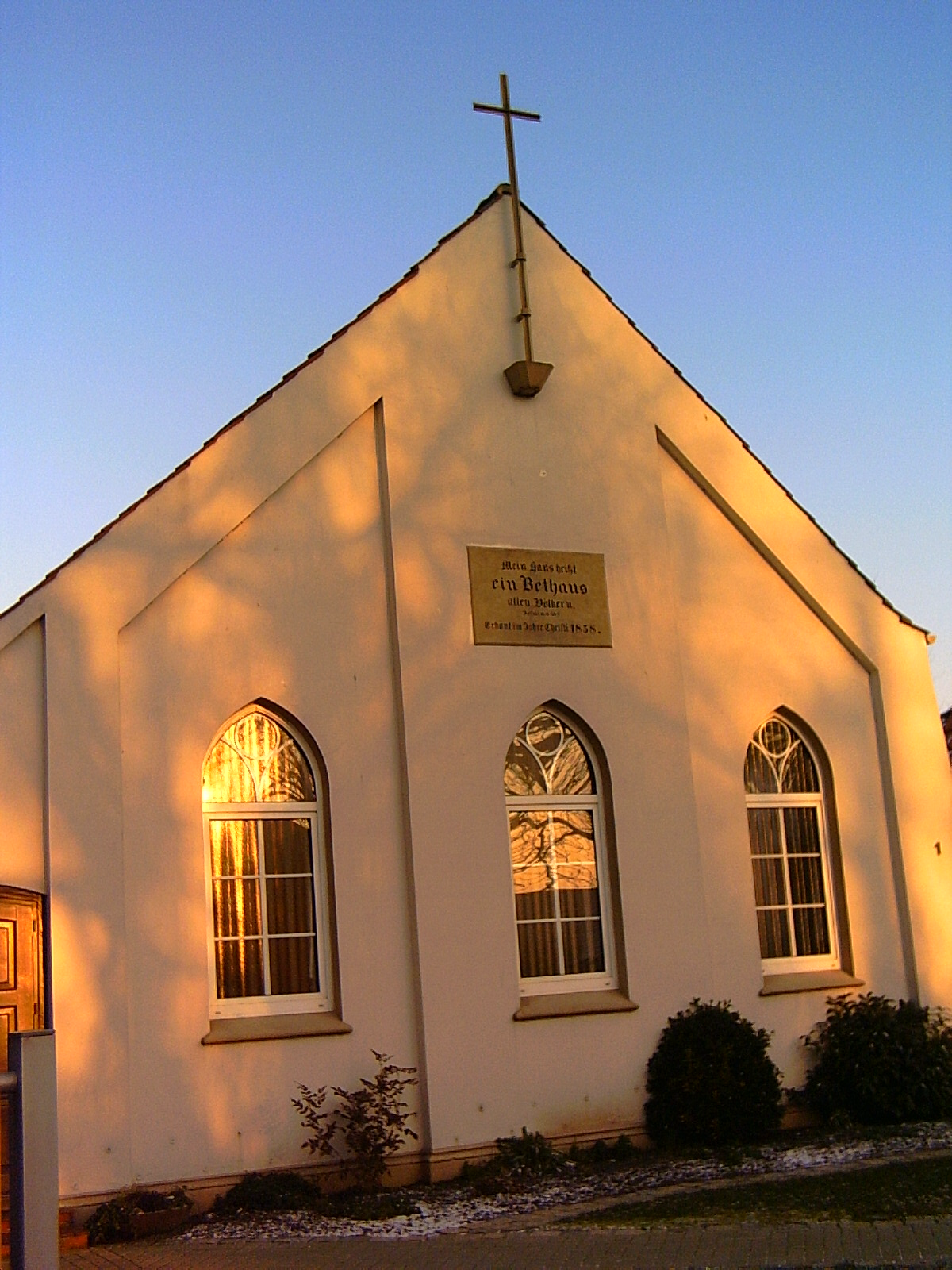
Baptistenkirche Jever – Die Giebeltafel wurde von Hinrichs gestiftet

Johann Ludwig Hinrichs (* 3. Juli 1818 in Jever; † 1901 in Elbing) war ein deutscher baptistischer Geistlicher. Er gehörte neben Johann Gerhard Oncken, Julius Köbner, Gottfried Wilhelm Lehmann und anderen zur Gründergeneration der deutschen Baptisten.

## Anfänge
Hinrichs wurde auf dem Gut Gotteskammer bei Jever geboren. Dort war sein Vater Christian Hinrichs als Gärtner angestellt. Schon in jungen Jahren las er intensiv in der Bibel und setzte sich mit Fragen des christlichen Glaubens auseinander. Nach dem Besuch des Mariengymnasiums in Jever bereitete er sich ab 1835 am Evangelischen Lehrerseminar in Oldenburg auf das Lehreramt vor. Zum Seminar, das zwischen 1822 und 1842 jährlich nur acht neue Auszubildende aufnahm, gehörte ein Internat, das streng geführt wurde. Der Oldenburger Volksmund bezeichnete die Ausbildungsstätte deshalb auch spöttisch als „Kloster“. Unterrichtet wurde von Montag bis Samstag, abgesehen von einer einstündigen Mittagspause, in der Zeit von 6.00 bis 21.00 Uhr. Den Fächerkanon des Lehrerseminars bildeten Biblische Geschichte und Katechismus, Geographie, Singen, Verstandesübungen, Bewegungen im Freien, Kopfrechnen, Anweisung zum Rechnen, Mathematik, Physik, Sprachlehre, Orthographie, Katechetik, Lese- und Denkübungen sowie Geschichte. Die am Seminar genossene Ausbildung würdigte Hinrichs in seinem Lebensrückblick als eine gute Voraussetzung für seinen späteren Gemeinde- und Missionsdienst.
Seinen ersten Schuldienst trat Hinrichs 1837 als Hilfslehrer in Sillenstede an. Über seinen weiteren Werdegang berichtet er in seinem Lebensrückblick:

„Des Herrn wunderbares Wirken muß ich preisen, dass er mich mit Baptisten in Bekanntschaft führte. Ehe ich sie persönlich kennenlernte, erkannte ich nach der Schrift ihre Taufe als richtig. Den Heilsweg: Buße, Glaube, Taufe, Heiligung fand ich biblisch [...]. Am 29. August 1840 wurde ich mit neun anderen getauft und am nächsten Tag Mitglied der neu gegründeten Gemeinde.“

Die Entscheidung, sich taufen zu lassen und Mitglied der neuen jeverschen Baptistengemeinde zu werden, kostete Hinrichs seine berufliche Zukunft. In damaliger Zeit oblag die Schulaufsicht den jeweiligen Staats- bzw. Landeskirchen. Dissidenten erhielten Berufsverbot und wurden "wegen unerlaubter Religionsausübung" u. a. mit Gefängnis und/oder empfindlichen Geldstrafen belegt.
Sehr bald nach seiner Taufe wurde Hinrichs zum Missionsarbeiter in Oldenburg und Ostfriesland berufen. Seinen Wohnsitz behielt er bis 1845 in Jever. Durch seine fünfjährige Wirksamkeit in dieser Region wurde die Grundlage für spätere Gemeindegründungen in Felde (heute Evangelisch-Freikirchliche Gemeinde Westerstede), Varel, Seehausen (heute: Nordenham), Bremerhaven und Westoverledingen-Ihren gelegt.
Neben seiner missionarischen Tätigkeit war Johann Ludwig Hinrichs in den ersten Jahren seines Dienstes ein leidenschaftlicher, aber auch diplomatischer Kämpfer für die Religionsfreiheit im Großherzogtum Oldenburg und im Königreich Hannover. Zahlreiche Eingaben, die seine Unterschrift tragen, belegen das. Hinrichs verfasste 1840 für seine Auseinandersetzung mit den Behörden eine der ersten baptistischen Bekenntnisschriften, welche den Titel trägt: „Glaubensbekenntniß der Evangelisch Taufgesinnten (Baptisten) Gemeinden in Amerika, Großbritannien, Hamburg pp und Jever“.

## Hinrichs als Ältester und Pastor der frühen Baptistengemeinden
Anfang 1845 wurde Hinrichs nach Hamburg gerufen, um dort für einige Monate an der Seite Johann Gerhard Onckens in der baptistischen Gemeinde- und Missionsarbeit tätig zu sein. Im Sommer desselben Jahres erfolgte die feierliche Ordination als Ältester und Pastor. Julius Köbner und Gottfried Wilhelm Lehmann assistierten bei diesem Akt, Oncken sprach das Weihegebet.
Gleich im Anschluss an den Ordinationsgottesdienst reiste Hinrichs nach Berlin, um in der dortigen Baptistengemeinde seinen Mitordinator Lehmann für ein Jahr im pastoralen Dienst zu vertreten. Laut Berliner Adressenverzeichnis von 1846 wohnte er dort in Lehmanns Wohnung, Scharrnstraße 18. Seinen Beruf gab er mit Schuldienstbeflissener an. Hinrichs Vakanzdienst war in doppelter Hinsicht von Erfolg gekrönt. Die Berliner Gemeinde wuchs in diesem Jahr um 87 Mitglieder. Drei dieser Neugetauften kamen aus Stettin und wurden zur Keimzelle der Stettiner Baptistengemeinde.

Aufenthaltsbescheinigung für Hinrichs (März 1848)

Nachdem Lehmann, der sich in England aufgehalten hatte, nach Berlin zurückgekehrt war, wechselte Hinrichs 1846 nach Stettin, um die nicht leichte Gründungsphase der jungen Gemeinde zu begleiten. Neben internen Schwierigkeiten bereitete eine Choleraepidemie, die 16 Gemeindemitgliedern das Leben kostete, besondere Nöte.
Im Revolutionsjahr 1848 sandte Oncken Johann Ludwig Hinrichs nach Wien. Hier versammelten sich in einem ehemaligen Kloster den Baptisten nahestehende Dissidenten. Hinrichs berichtet in seinem Lebensrückblick:

„Hier [...] hatten wir schöne Versammlungen, doch bald wurde das von der Geheimpolizei verboten. Friedrich Oncken, der auch hier war, verließ Wien mit besetztem Koupee in Damenkleidern, und konnte erst nach Überschreiten der österreichischen Grenze wieder Herrenkleider anlegen. Bald danach erreichte auch mich ein Ausweisungsbefehl und so mußte ich Wien verlassen.“

Trotz des nur kurzen Aufenthalts legte Hinrichs den Grundstein für die Gründung der ersten österreichischen Baptistengemeinde.
Hinrichs kehrte nach Nordwestdeutschland zurück und begann 1849 in dem Gebiet um Leer mit einer missionarischen Arbeit. In Ihren (heute: Westoverledingen-Ihren) gründete er eine Baptistengemeinde, die in den Folgejahren eine starke Ausstrahlungskraft entwickelte: In Ostfriesland, den Niederlanden und sogar unter deutschen Auswanderern in Illinois / USA entstanden in der Folgezeit von Ihren aus zahlreiche Baptistengemeinden.

Eintrag im Elbinger Adressbuch von 1900

1853 wurde Hinrichs zum Pastor der Baptistengemeinde Oldenburg berufen. Sechs Jahre wirkte er in der großherzoglichen Residenzstadt und wechselte 1859 nach Elbing in Westpreußen, deren erste Baptistengemeinde er fast 40 Jahre leitete. Während seiner Wirksamkeit entstanden in Elbing und Umgebung drei weitere Gemeinden. Eine dieser neu gegründeten Gemeinden, die Elbinger Salemsgemeinde, wurde ab 1898 die letzte Station seines über 60-jährigen Wirkens als Missionar und Pastor.
Während seiner Elbinger Zeit führten ihn außerdem zahlreiche Missionsreisen in den Osten Europas, unter anderem nach Memel (Klaipėda), Riga und Sankt Petersburg. Überall hinterließ er Spuren, die zum Teil noch heute erkennbar sind.